# Bodotria rugosa
Bodotria rugosa är en kräftdjursart som beskrevs av Gamo 1963. Bodotria rugosa ingår i släktet Bodotria och familjen Bodotriidae. Inga underarter finns listade i Catalogue of Life.